# Song Jiaoren
Song Jiaoren (en chino, 宋敎仁; pinyin, Sòng Jiàorén; Wade-Giles, Sung Chiao-jen; nombre de nacimiento: Liàn 鍊; nombre de cortesía: Dùnchū 鈍初; 5 de abril de 1882-22 de marzo de 1913) fue un revolucionario republicano chino, líder político y fundador del Kuomintang (KMT). Song Jiaoren condujo al KMT a la victoria electoral en las primeras elecciones democráticas de China. Basó su atractivo en la alta burguesía, los terratenientes y los comerciantes. Los historiadores han concluido que el presidente provisional, Yuan Shikai, fue responsable de su asesinato el 22 de marzo de 1913.

## Biografía

### Primeros años
Song Jiaoren nació y se educó en Hunan. Cuando tenía seis años, Song Jiaoren comenzó su educación en una escuela privada. Cuando Song tenía diecisiete años, se graduó y continuó sus estudios en el condado de Taoyuan. Debido a la influencia de sus profesores, Huang Shouyi y Qu Fangmei, Song no hizo ningún esfuerzo para realizar los exámenes del servicio civil, y se interesó principalmente en los eventos mundiales y la contracultura de su tiempo. Song recibió excelentes calificaciones en la universidad.
En agosto de 1902, Song Jiaoren fue al distrito de Wuchang para asistir a la Escuela Memorial Obispo Boone (ahora la Universidad Central Normal de China), y allí conoció al revolucionario Huang Xing, y los dos se convirtieron rápidamente en amigos de toda la vida. Huang pronto se vio obligado a abandonar Wuchang debido a sus actividades revolucionarias, y regresó a su ciudad natal de Changsha. Después de que Huang se fue, Song continuó su organización de grupos revolucionarios en Hunan, especialmente en Changsha y Changden.
Más tarde en 1902, Song fue reclutado para enseñar en la Escuela Normal de Wuchang, una prestigiosa escuela secundaria privada. Song llegó a Wuchang y comenzó a enseñar en 1903. En Wuhan, Song se involucró con varios grupos revolucionarios locales, incluido el Huaxinghui; se convirtió en vicepresidente del grupo. Sin embargo, la fiesta de Wuchang Garden Hill especialmente le atrajo. Song a menudo discutía política y revolución con sus estudiantes, muchos de los cuales se oponían a la idea de la revolución.

### Participación temprana en el Kuomintang
Debido a sus actividades revolucionarias, Song se vio obligado a huir de China hacia Japón en 1904, donde estudió el pensamiento político occidental e hizo contactos entre la población estudiantil china expatriada y los japoneses panasianistas. Durante este período, Song era un amigo cercano del pensador nacionalista japonés Ikki Kita.
En 1905, junto con Sun Yat-sen, Song ayudó a fundar, y fue un destacado activista en Tongmenghui, una organización dedicada al derrocamiento de la dinastía Qing y la formación de una república. Song regresó a China en 1910 después de la Revolución de Xinhai, viajando a Hong Kong al año siguiente para organizar el Segundo Levantamiento de Guangzhou; y, después de la declaración de la República de China en 1912, Song ayudó a transformar el Tongmenghui en el Kuomintang (también conocido como el KMT o Partido Nacionalista Chino).
Song habló en contra del creciente autoritarismo del presidente provisional de China, Yuan Shikai, y expresó su preocupación por las indicaciones de Yuan de que le gustaría restaurar un sistema monárquico a China consigo mismo como emperador. El 1 de enero de 1912, la República de China se estableció en Nankín. Song fue nombrado para reformar el sistema legal de China, y redactó una constitución provisional, la "Ley de Organización Provisional del Gobierno de la República de China”.

### Primera campaña electoral de China
Song Jiaoren tenía solo treinta años cuando Sun Yat-sen le encargó que organizara la campaña del Kuomintang para las elecciones a la Asamblea Nacional de la República de China, la primera campaña electoral democrática de China, en 1912. En la campaña electoral de 1912, Song demostró ser un organizador político naturalmente habilidoso, pero con una arrogante confianza en sí mismo que alienó a muchos simpatizantes potenciales. Después de las elecciones, el Kuomintang ganó 269 de los 596 escaños en la Cámara de Representantes de China, y el partido ganó 123 de 274 escaños en el Senado. De los asientos restantes, la mayoría se dividió entre tres partidos rivales, aunque más de trescientos partidos pequeños compitieron en la elección. Después de las elecciones, Song fue ampliamente considerado como un candidato principal para el puesto de primer ministro.
Uno de los principales objetivos políticos de Song era garantizar que los poderes y la independencia de las asambleas electas de China estuvieran adecuadamente protegidos de la influencia del presidente. Los objetivos de Song al restringir las atribuciones del presidente entraron en conflicto con los intereses del presidente provisional de China, Yuan Shikai, quien, a mediados de 1912, claramente dominaba sobre el gabinete provisional que había nombrado y mostraba signos de un deseo de mantener el poder ejecutivo desmesurado. Durante los viajes de Song por China en 1912, expresó abierta y vehementemente el deseo de limitar los poderes del presidente en términos que a menudo parecían abiertamente críticos con las ambiciones de Yuan. Cuando los resultados de las elecciones de 1913 indicaron una victoria clara para el KMT, parecía que Song estaría en condiciones de ejercer un papel dominante en la selección del primer ministro y el gabinete, y el partido podría haber procedido a impulsar la elección de un futuro presidente en un entorno parlamentario adecuado.

### Asesinato
El 20 de marzo de 1913, mientras viajaba con un grupo de colegas al Parlamento en Beijing, Song Jiaoren recibió un disparo dos veces a corta distancia en la estación de tren de Shanghái por un pistolero solitario, Wu Shiying, que había sido contratado por Ying Guixin, una figura del inframundo de Shanghái estrechamente asociada con el régimen de Yuan Shikai. Song murió dos días después en el hospital. El rastro de pruebas llevó al secretario del gabinete y al primer ministro provisional del gobierno de Yuan Shikai, Zhao Bingjun. Aunque Yuan fue considerado por fuentes de los medios de comunicación chinos contemporáneos el hombre más probable detrás del asesinato, los principales conspiradores investigados por las autoridades fueron asesinados o desaparecieron misteriosamente. Debido a la falta de pruebas, Yuan nunca fue implicado oficialmente.  Después de que una investigación revelara telégrafos que implicaban a Ying Guixin en el asesinato de Song, Ying intentó huir al norte, donde Yuan podía protegerlo, pero fue asesinado por dos espadachines mientras viajaba en un vagón de tren de primera clase. Zhao Bingjun fue envenenado en 1914.

### Legado
El clima político dentro de China degeneró poco después del asesinato de Song Jiaoren, lo que finalmente llevó a la fallida "Segunda Revolución". Yuan Shikai expulsó al Kuomintang de las asambleas electivas de China en 1913, disolvió el parlamento en 1914, se declaró emperador en 1915 y murió en 1916. Tras el fracaso del primer sistema democrático de China para lograr un gobierno estable, el país descendió a más de una década de caudillismo.